# Universidad San Pablo de Guatemala
La Universidad San Pablo de Guatemala es una universidad privada ubicada en la Ciudad de Guatemala en Guatemala.

## Historia
Autorizada por el Consejo de la Enseñanza Privada Superior el 23 de marzo de 2006, la Universidad San Pablo de Guatemala inició sus actividades académicas con el programa de Maestría en Liderazgo Organizacional, enfocado en desarrollar líderes con las destrezas necesarias para dirigir organizaciones innovadoras, creativas, éticas y estratégicas, se busca a través de una metodología altamente activa, participativa y aplicada al mundo real provocar la investigación, creación de propuestas, generación y gestión del conocimiento, planificación estratégica, implementación y evaluación de iniciativas orientadas al desarrollo del país.
Fundada por el entonces Pastor de la Iglesia El Shaddai y dueño del Colegio Cristiano el Shaddai y la Corporación de Radios Visión Harold Caballeros con una visión enfocada al campo de las finanzas y negocios.

## Campus
- Ciudad Capital
- Escuintla

## Licenciaturas
- Administración de Empresas
- Arquitectura Integral
- Administración de Empresas con Especialización en Retail
- Diseño Gráfico y Fotografía
- Ciencias Jurídicas y Sociales
- Ingeniería Agronómica
- Ingeniería en Sistemas
- Psicología Industrial y Organizacional
- Marketing Estratégico con especialidad en E-commerce
- Ingeniería en Tecnología Industrial
- Teología Práctica
- Teología Bíblica y Ministerio

## Maestrías
- Liderazgo Organizacional
- Business Administration
- Artroplastia de Rodilla y Cadera
- Estudios Teológicos y Liderazgo
- Geriatría y Gerontología
- Gestión Integral del Riesgo (ESST)
- Planificación, Desarrollo y Evaluación Docente
- Sociología de la Religión y Liderazgo

## Doctorados
- Liderazgo Organizacional
- Business Administration

- Datos: Q6156674